# Асатрян, Гегам Магносович
Гегам Магносович Асатрян (арм. Գեղամ Մագնոսի Ասատրյան; 27 ноября 1920 год, Ереван — 16 декабря 1995, там же) — армянский и советский живописец, художник театра и кино. Заслуженный художник Армянской ССР (1967).

## Биография
Родился 27 ноября 1920 года в Ереване.
В 1939 году с отличием окончил Ереванское художественно-промышленное училице.
Участвовал в Великой Отечественной войне, был награждён медалями и орденом.
С 1946 по 1951 годы учился в Ереванском художественно-театральном институте. После окончания был оставлен в институте на педагогическую работу, проработал до 1959 года. Учителями Гегама Асатряна были армянские мастера: Габриэль Гюрджян, Мартирос Сарьян, Ваграм Гайфеджян, Степан Агаджанян, Седрак Аракелян.
С 1951 года принимал участие в различных выставках, оформил более 200 спектаклей и фильмов.
С 1953 года член Союза художников СССР.
В 1967 году ему присваивается звание заслуженного художника Армянской ССР.
Будучи человеком чрезмерно требовательным к себе, он никогда не решался представлять свои живописные работы. После смерти художника впервые были организованы персональные выставки его работ в Центральном доме художника Армении в 1996, 2004, 2011 гг.
Работы художника находятся в фондах театрального общества Республики Армения, художественном фонде министерства культуры Республики Армения, а также в частных собраниях.

## Творчество

### Картины
- «Желтое поле»
- «Весна в Арабкире»
- «Озеро Севан»
- «Арарат»
- «Танец гор»
- «Высота»
- «Наши горы»
- «Пастух»
- «Старый Ереван»
- «Цветы в синей вазе»
- «Старик с больным глазом»
- «Дорога в Рндамал»
- «Осенний вечер»

### Постановки
- «Скала» В.Папазяна, реж. А.Кочарян, 1952 г.
- «Медведь» А.Чехова, реж. В.Ачемьян, 1952 г.
- «Иван Рибаков» Гусева, реж. Субинин, 1954 г.
- «Ради чести» Ширванзаде, реж. А.Гулакян, 1956 г.
- «Встреча в поезде», реж. Л.Калантар, 1957 г.
- «Обыкновенное письмо», реж. К.Арзуманян, 1959 г.
- «Невидимый Димка» Носова, реж. О.Мелик-Вртанесян, 1960 г.
- «Родник Эгнар» М.Армена, реж. М.Мариносян, 1962 г.
- По мотивам О.Генри, реж. Х.Хахвердян, 1962 г.
- «У колодца» Ст. Зорьян, реж. Ж.Аветисян (телефильм) , 1970 г.
- «Льстец» А.Пароняна, 1984 г.
- «Царь Мампре» М.Галшояна, 1986 г.

## Альбомы
Альбом, посвященный 90-летию Гегама Асатряна; Ереван,2010 г.